# Virazon
Virazon – wiatr stanowiący odmianę regionalną bryzy, wiejący od oceanu na ląd, głównie na pacyficznym wybrzeżu Kolumbii i Chile.